# Boana xerophylla
Boana xerophylla es una especie de anfibios de la familia Hylidae.
Habita Venezuela, Brasil, y las Guianas.  Científicos lo han visto menos de 2400 metros sobre el nivel del mar.